# Споменик палим борцима у НОР-у у Губеревцу
Овај споменик подигли су становници Губеревца 1989. године, у част палим борцима у НОР-у који је трајао од 1941. године до 1945. године.Споменик је намењен онима који су животе дали у НОР-у, али и онима који су се вратили живи. Постоји посебан део споменика, који приказује имена особа које су биле жртве фашистичког терора. Церемонија откривања споменика догодила се 1989. године, на церемонији говорио је Живојин Стефановић.Аутор овог дела је вајар Стеван Соколовић.

### Списак жртава приказан на споменику

#### Палим борцима у НОР-у 1941-1945
- Бранковић Г. Никола, 1926-1945.
- Грујић Д. Ђорђе,  1922-1944.
- Ђокић Т. Боривоје, 1923-1944.
- Здравковић Ђ. Благоје, 1912-19444
- Илић З. Бранко, 1926-1944.
- Јовановић Л. Петар, 1924-1944.
- Јовановић Д. Владимир, 1914-1945.
- Коцић Г. Ратко, 1917-1944.
- Коцић И. Александар, 1923-1944.
- Стојановић С. Бранко, 1924-1944.
- Станисављевић М. Живко, 1911-1944.
- Стаменковић Ј. Трифун, 1923-1944.
- Стаменковић В. Чедомир, 1909-1941.
- Стојановић Е. Живан, 1910-1945.
- Станковић М. Боривоје, 1921-1945.
- Тодоровић Д. Петар, 1926-1945.
- Цветковић А. Војислав, 1923-1945.

#### Жртве фашистичког терора
- Крстић П. Благоје, 1918-1945.
- Петровић Загорка, 1903-1944.
- Стаменковић Г. Ранђел, 1884-1944.